# Počta Rossii

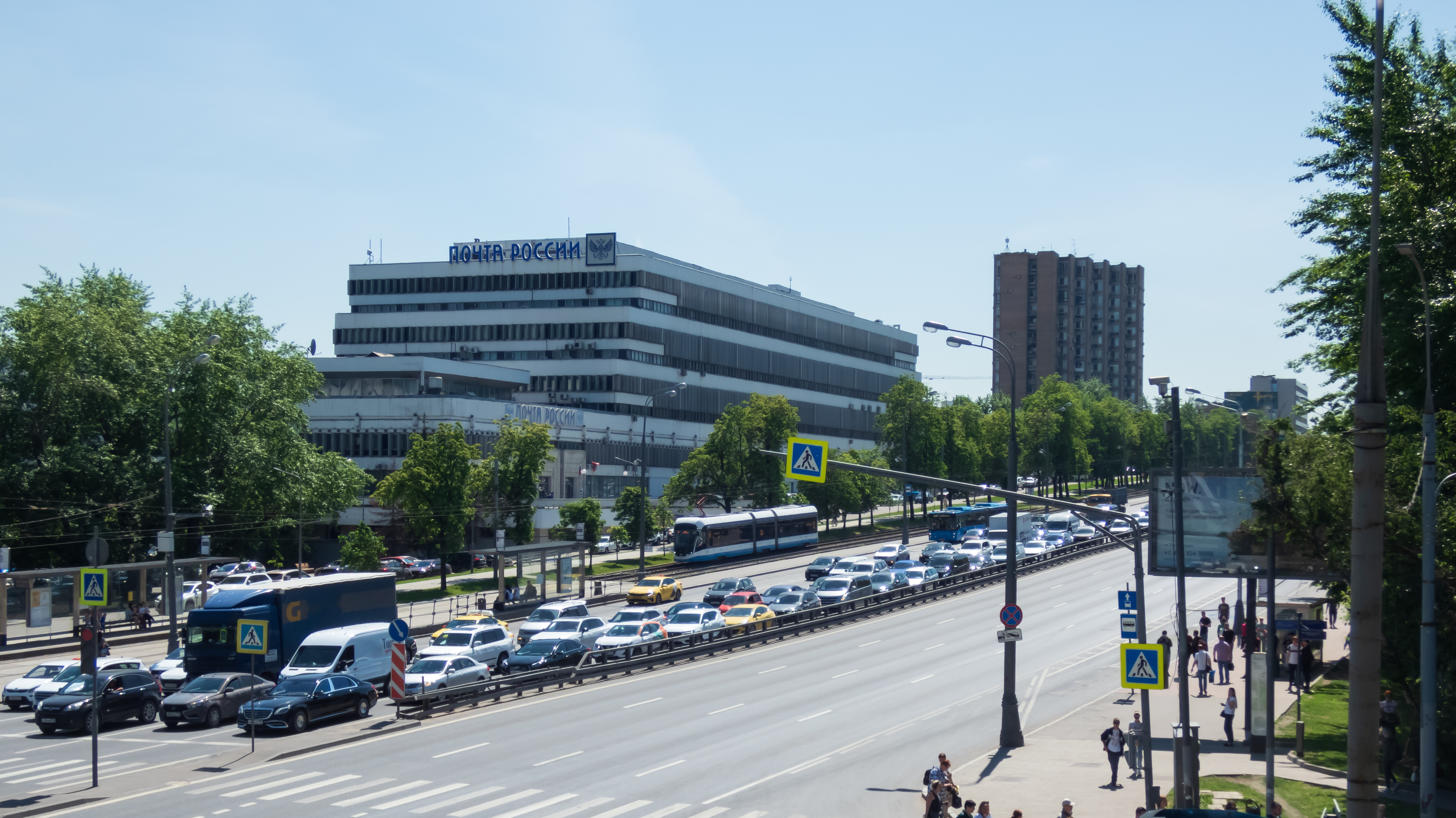
Edificio principale delle Poste russe

Počta Rossii (in russo: Федера́льное госуда́рственное унита́рное предприя́тие (ФГУП) «По́чта Росси́и», ovvero "azienda unitaria statale federale «Posta Russa»") è l'azienda di servizi postali della Federazione russa. È membro dell'Unione postale universale.

## Storia

### Origini

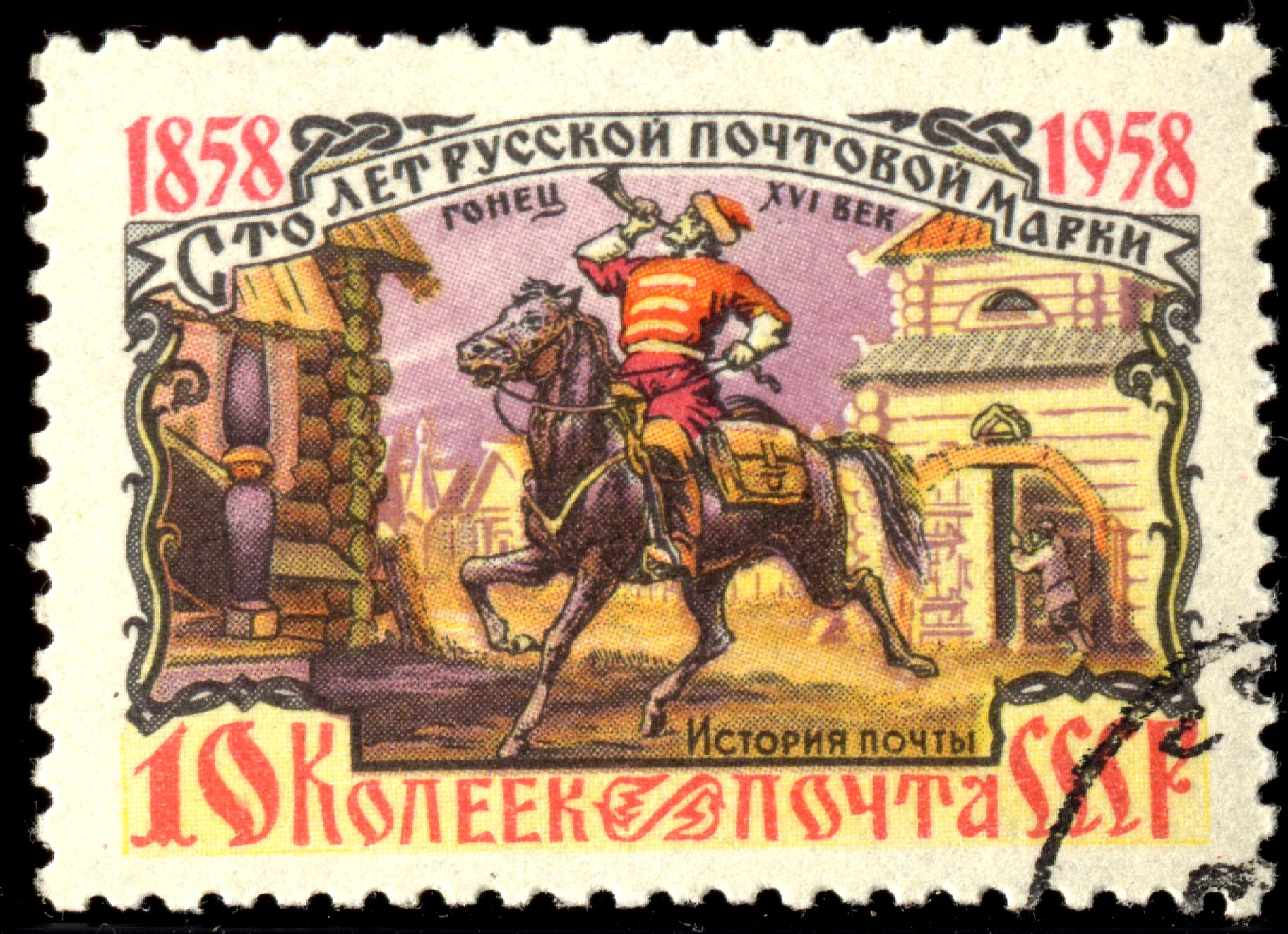
Francobollo raffigurante un corriere postale del Cinquecento

Le fonti attestano un sistema di messaggeri già nel X secolo. Le lettere più antiche avevano forma di rotolo fermato da un sigillo di cera o di piombo; il più antico sigillo conosciuto risale al 1079, e fa riferimento a Ratibor, governatore di Tmutarakan'. La più antica busta che ci sia pervenuta fu spedita nel 1391 da Tana (l'odierna Azov) a Venezia.
Nel Cinquecento il servizio postale copriva 1.600 località e la corrispondenza richiedeva tre giorni per andare da Mosca a Novgorod. Nel 1634 il trattato di Poljanovka fra Russia e Polonia istituì la tratta per Varsavia: si trattò del primo collegamento postale internazionale regolare della Russia.

### Impero Russo

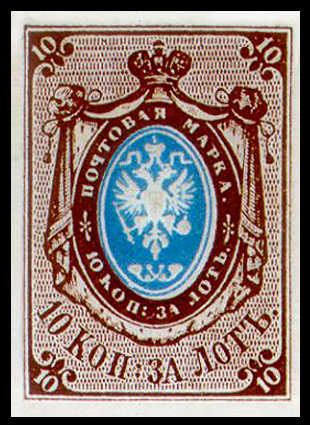
Il primo francobollo russo, 1857

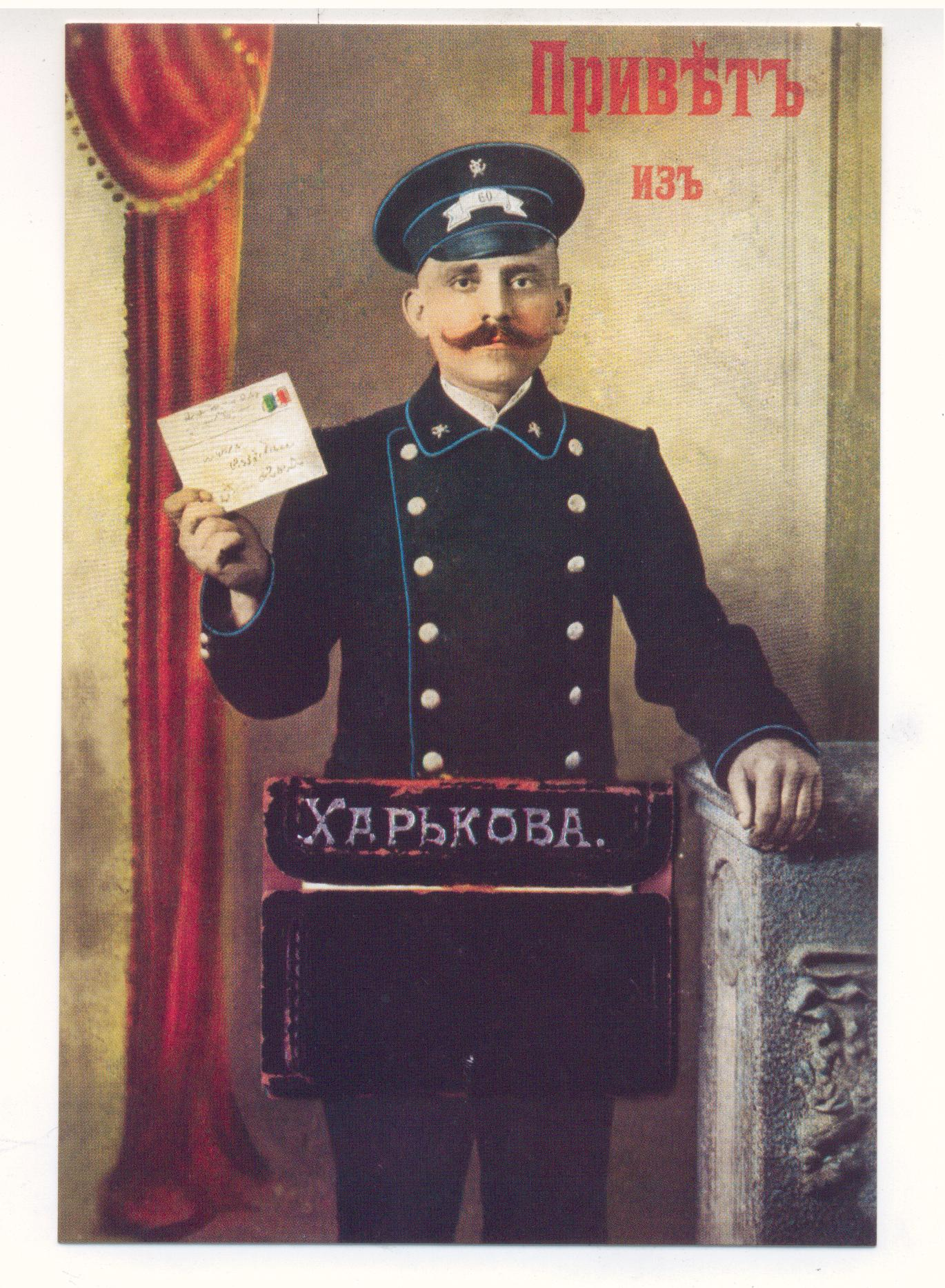
Postino sotto l'Impero Russo

Pietro il Grande mise in atto delle riforme che resero il sistema postale più uniforme nelle sue operazioni, e nel 1714 furono aperti i primi uffici postali centrali a San Pietroburgo e Mosca. In quell'anno fu aperto il servizio postale dalla capitale San Pietroburgo sulle strade di Mosca e di Riga: questo con partenze due volte alla settimana. Nel 1716 fu introdotto l'ufficio postale da campo per seguire l'imperatore durante le campagne militari; e nel 1720 il cosiddetto servizio postale ordinario, per il recapito espresso dei dispacci di stato. Il servizio di consegna dei pacchi privati (detto "posta pesante") fu organizzato negli anni Trenta e Quaranta del Settecento. Nel 1746, i pacchi e la corrispondenza privata furono recapitati a mezzo corriere e, a partire dal 1781 anche il denaro poté essere consegnato porta a porta. Il più antico timbro postale russo conosciuto è datato luglio 1765: consiste in una singola riga con la scritta "ST.PETERSBOVRG" (in alfabeto latino), ma il primo regolamento ufficiale ad imporre l'uso dei timbri non venne emanato prima del 1781.

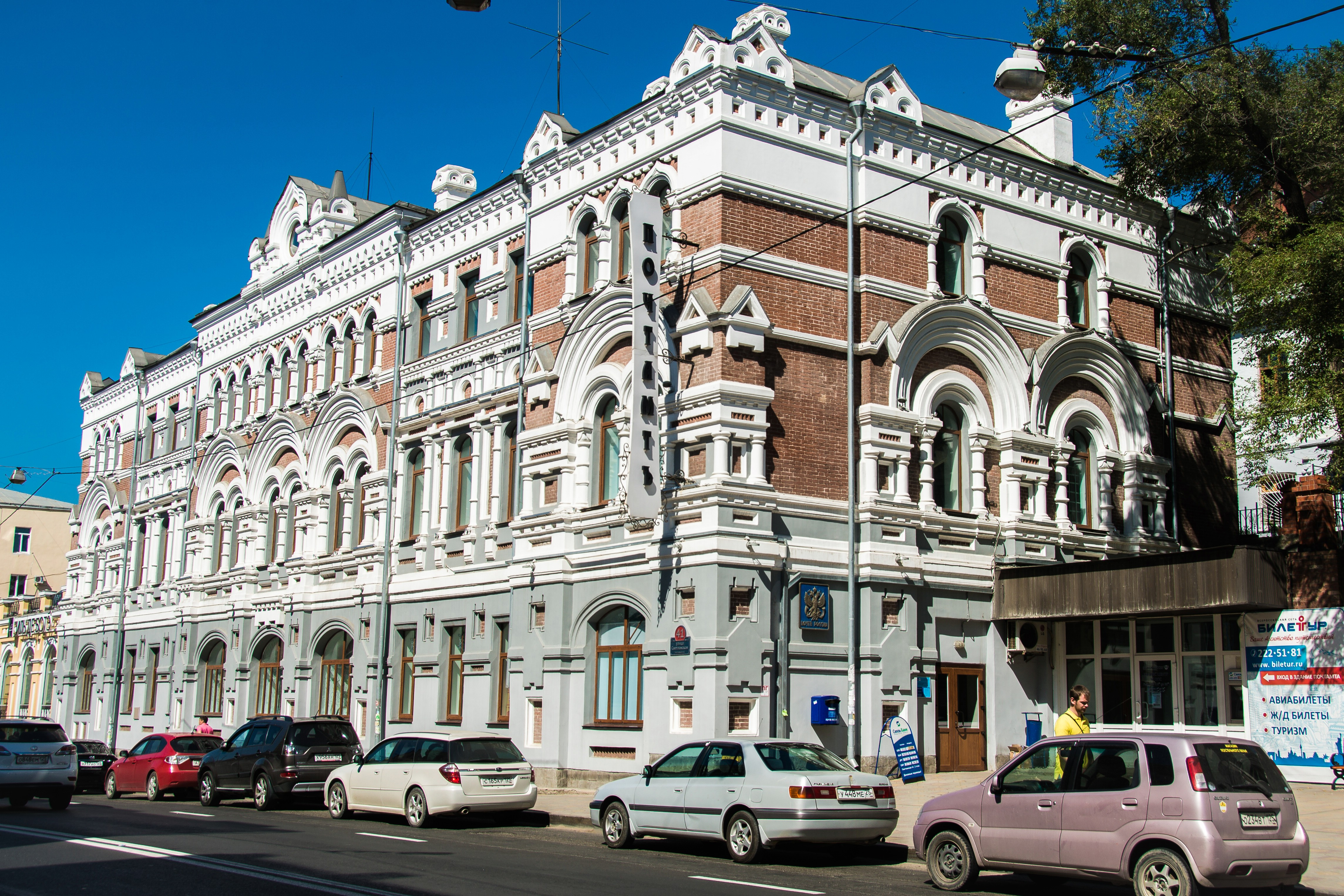
Ufficio centrale delle poste e telegrafi di Vladivostok, costruito nel 1897-1899

Le carrozze per il trasporto della posta furono introdotte nel 1820. Nel 1833 San Pietroburgo fu divisa in 17 distretti postali con 42 uffici postali, ospitati in empori commerciali. Nel 1834 uffici postali apparvero nei quartieri di periferia (a San Pietroburgo ce n'erano 108). La consegna dei giornali fu organizzata a San Pietroburgo nel 1838. The Department of Coaches and T-carts was opened in 1840 at the Moika Embankment; light cabriolets carried surplus-post, coaches delivered light post, and T-carts dealt with “heavy" post. Le cassette della posta, dipinte di verde, apparvero nel 1848, lo stesso anno furono prodotte buste affrancate; nel 1858 presso le stazioni ferroviarie apparvero le cassette postali arancioni per la posta da recapitare in giornata; i primi francobolli furono emessi nel 1857. Nel 1864 la posta cittadina cominciò a spedire stampati e cataloghi, e nel 1866 inviò pacchi.
La cartoleria postale fece la sua apparizione nel 1845 nella forma di buste che pagavano la tariffa di cinque copechi per la posta locale di San Pietroburgo e Mosca. L'idea funzionò e fu estesa a tutta la Russia nel 1848. La posta locale usava francobolli chiamati "francobolli dello zemstvo, dal nome del governo locale sotto Alessandro II nel 1864.
La Počta Rossii è uno dei membri fondatori dell'Unione Postale Universale fondata nel 1874. Nel 1902 il servizio postale venne subordinato al Ministero degli Interni e nel 1917, sotto il Governo provvisorio divenne parte del Commissariato del Popolo per le Poste e Telegrafi della RSFSR.

### Unione Sovietica

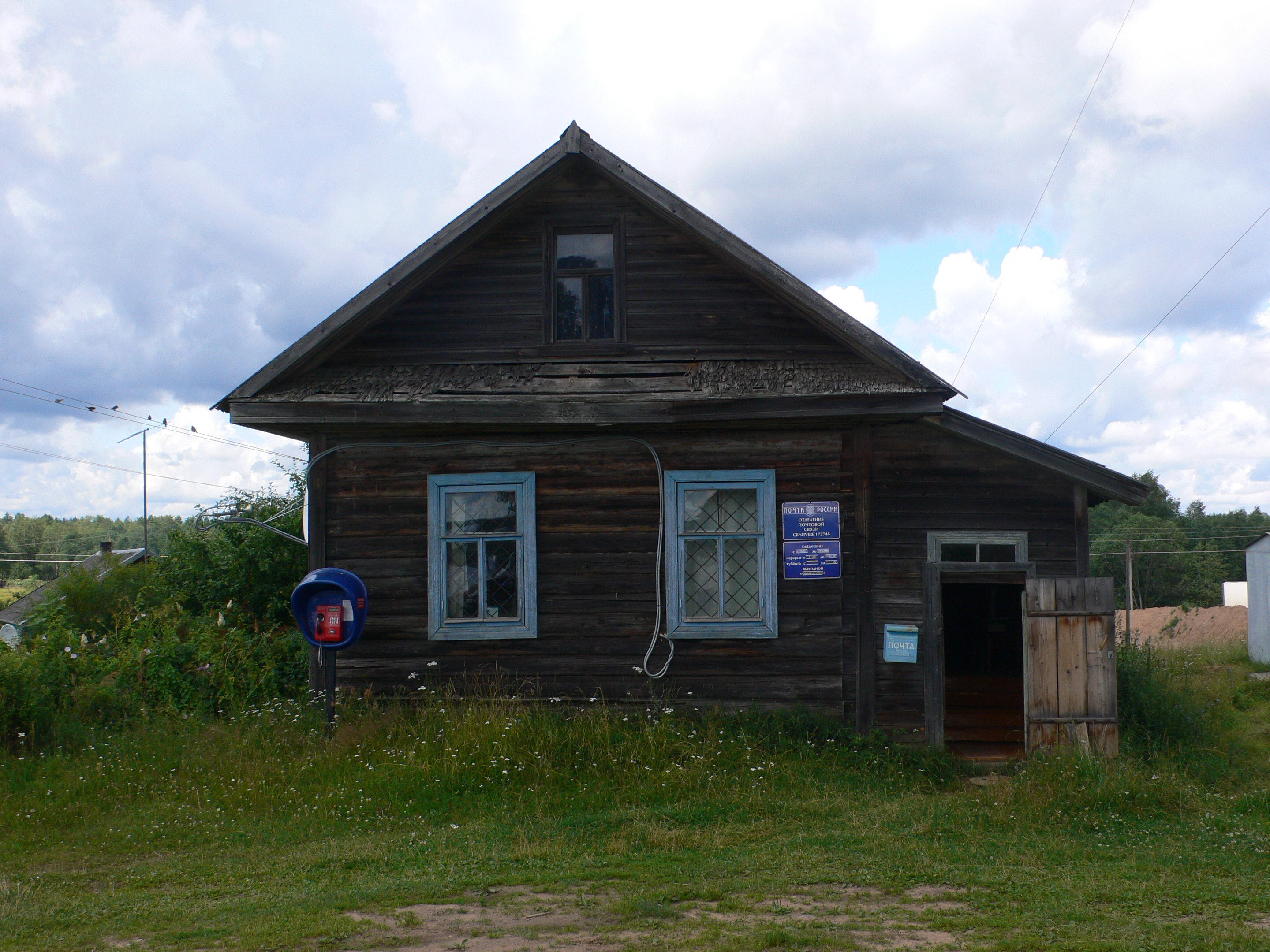
Ufficio postale di Svapušče, nell'Oblast' di Tver'

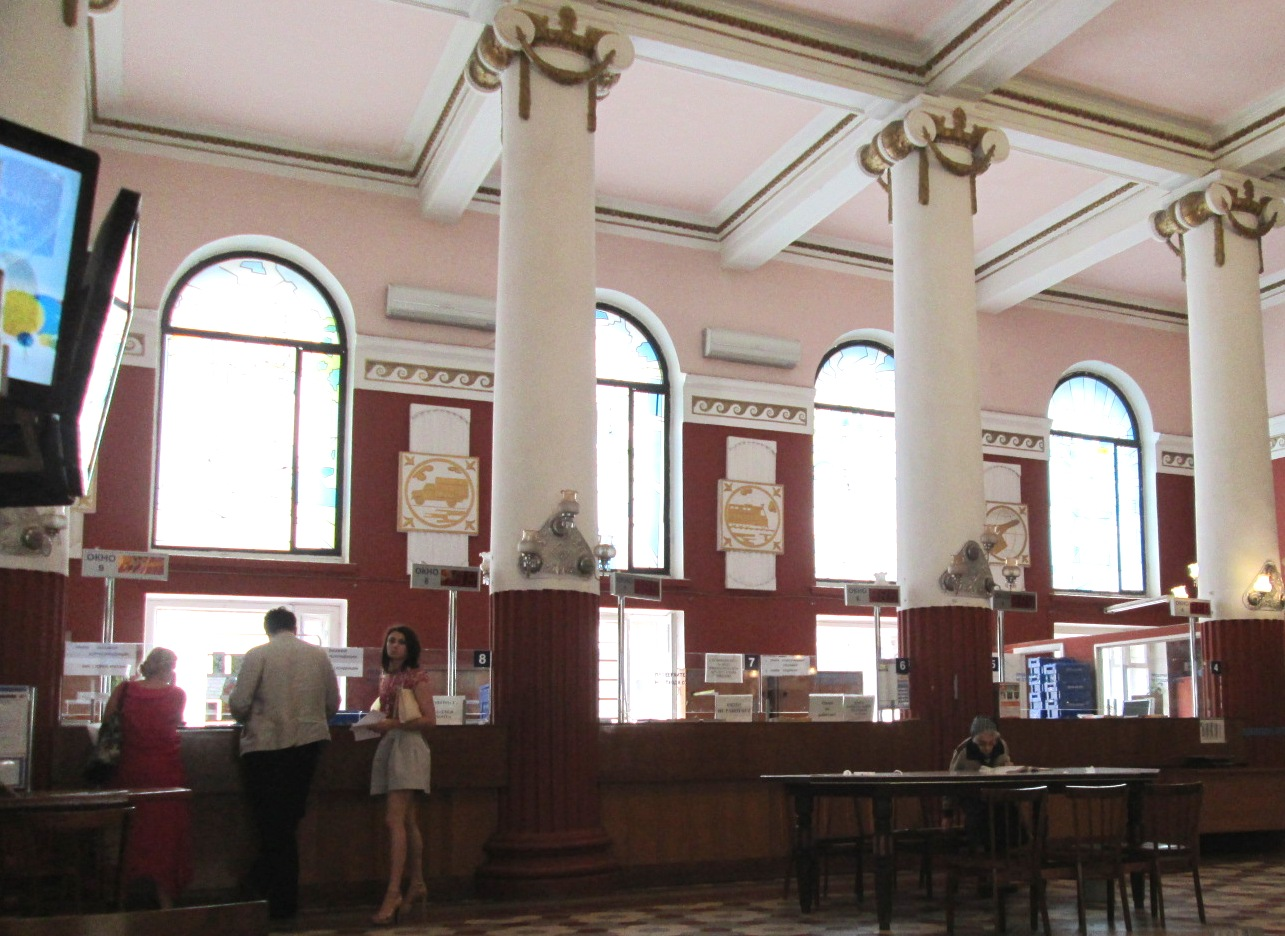
Ufficio postale di Voronež

Durante la seconda guerra mondiale, il sistema postale sovietico faceva parte del Commissariato del Popolo per le Comunicazioni dell'URSS. Consegnava più di 70 milioni di pacchi al mese all'Armata Rossa in condizioni veramente difficili e talvolta molto pericolose.
Nel 1946 Il Commissariato del Popolo fu trasformato del Ministero delle Comunicazioni dell'URSS. Entro il 1950 il sistema postale, distrutto dalla guerra, era stato ripristinato.

### Federazione russa
A partire dalla dissoluzione dell'Unione Sovietica il Sistema Postale Federale consisteva in una rete di novanta diversi enti, prevalentemente statali o federali, in concorrenza fra loro.
Nel 1996 fu autorizzata la costituzione di imprese di recapito commerciale.

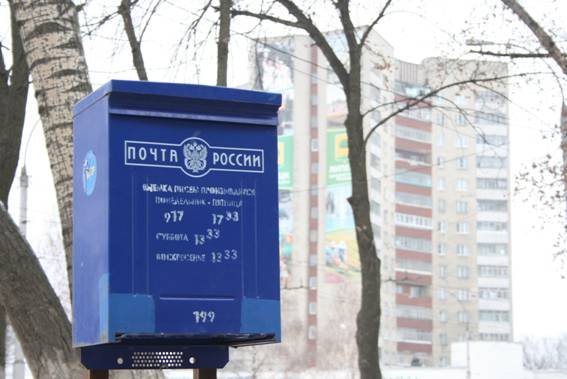
Cassetta postale della Počta Rossii a Lipeck

Nel 2002 ebbe luogo una radicale riforma del sistema postale che portò alla costituzione dell'attuale ente federale. 

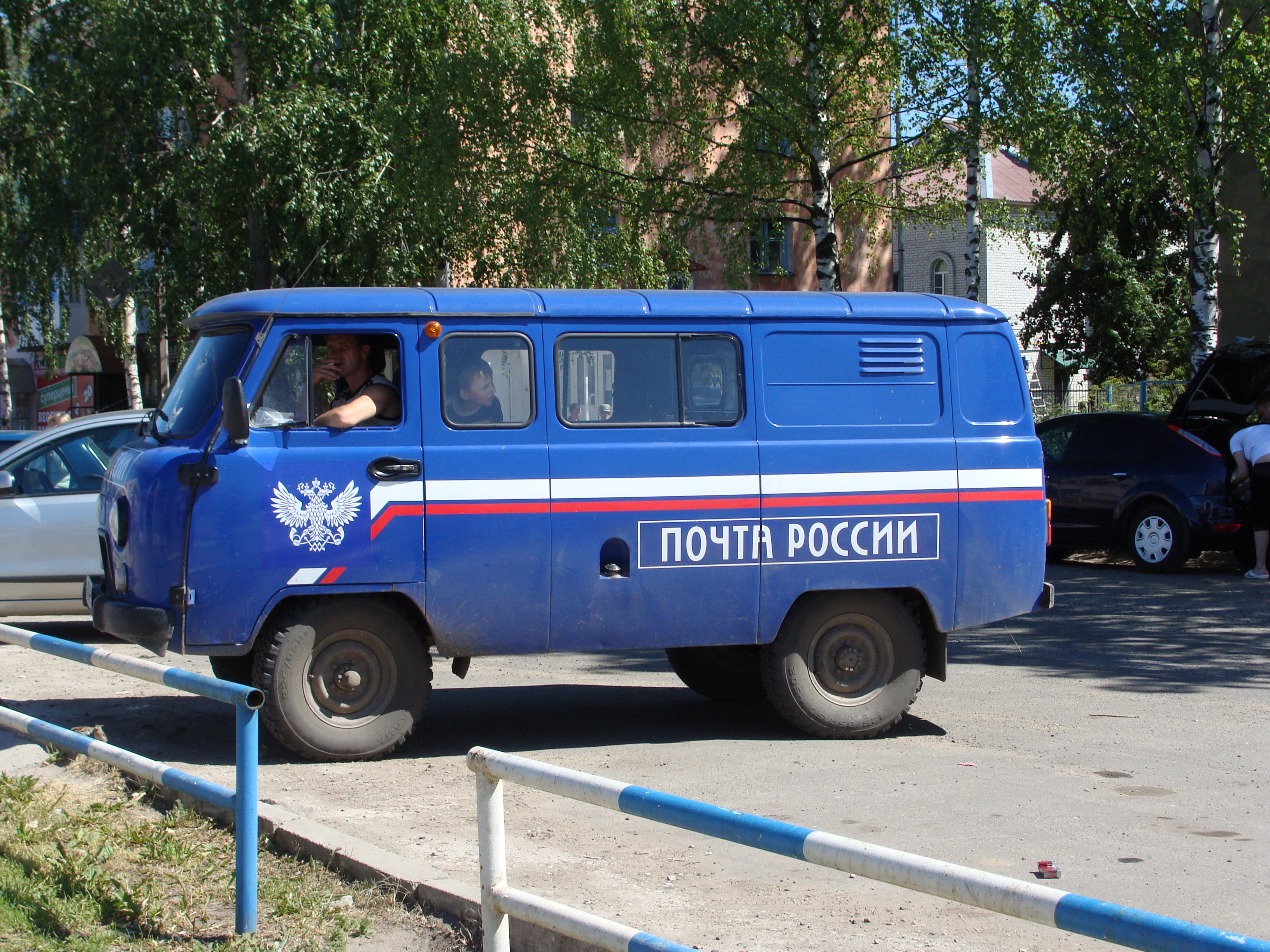
Furgone UAZ-3909 della Počta Rossii

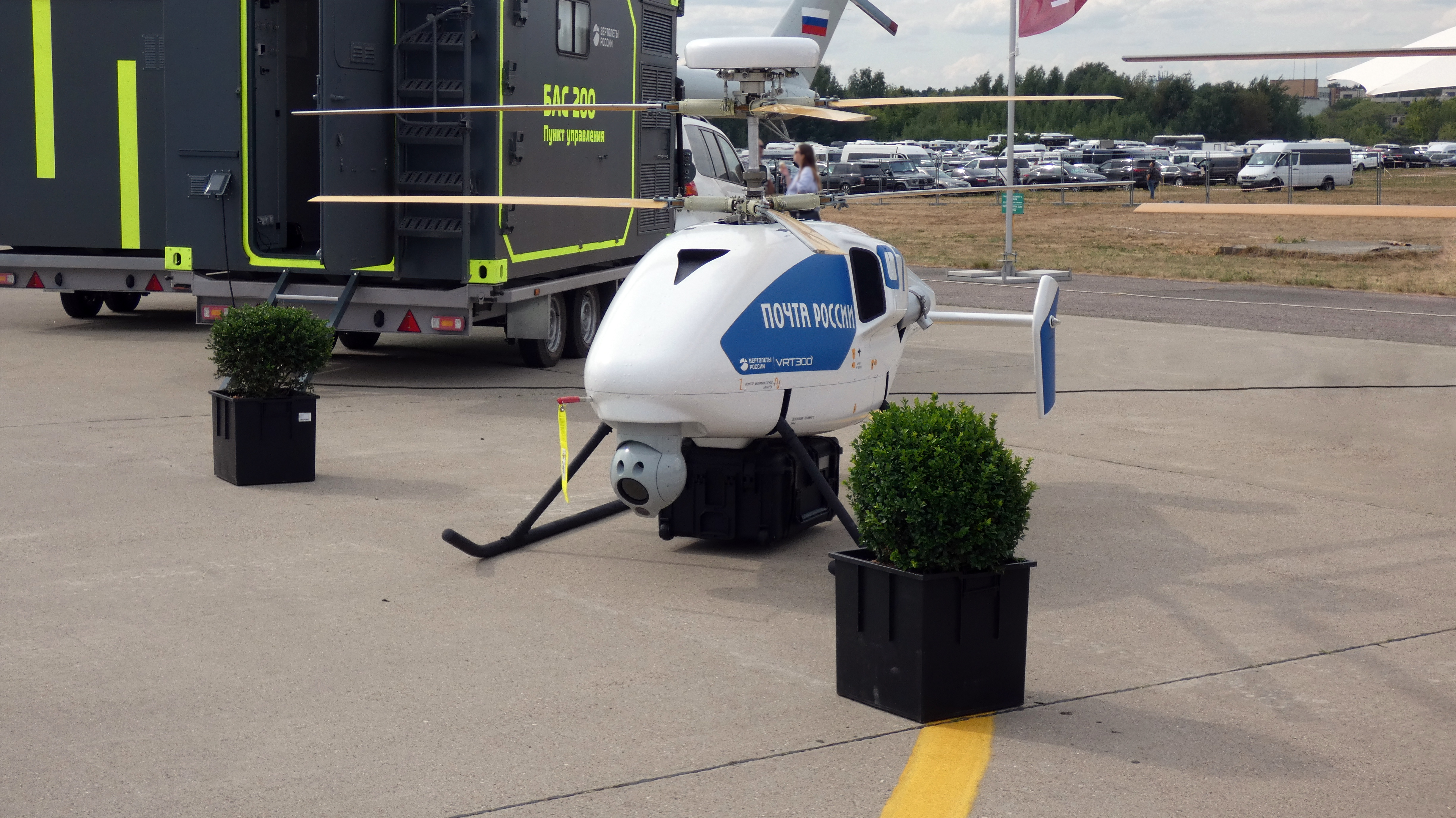
VRT-300 - drone per lavorare su Chukotka

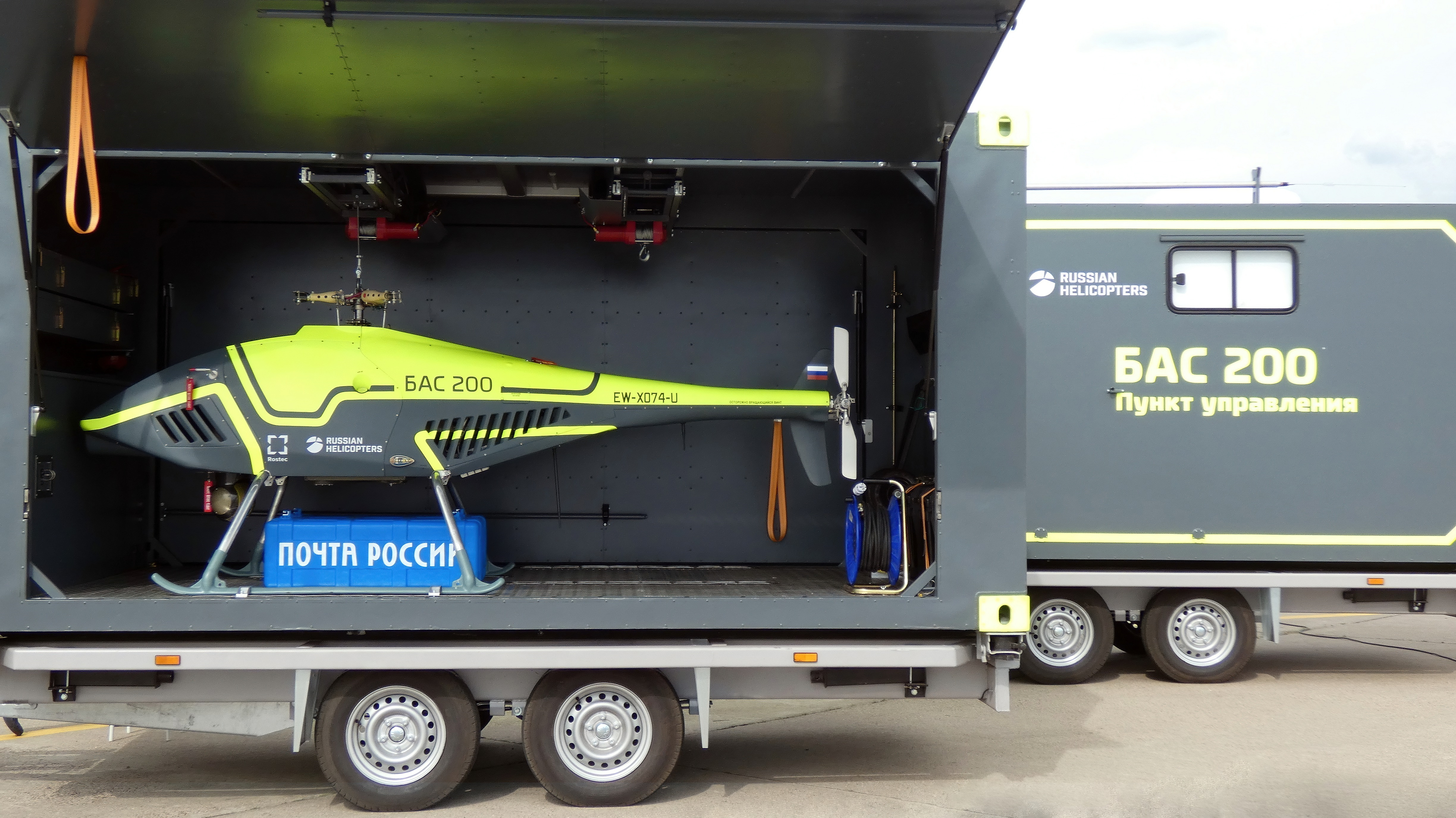
BAS-200 - Drone per lavorare su Chukotka

Nel 2013 la Počta Rossii ha inaugurato il primo volo regionale per la repubblica autonoma di Jacuzia.
Russian Post alla fine del 2015 ha presentato un nuovo servizio di abbonamento digitale. Russian Post ha agito come agenzia di abbonamenti per la collaborazione diretta con gli editori.

## Organizzazione

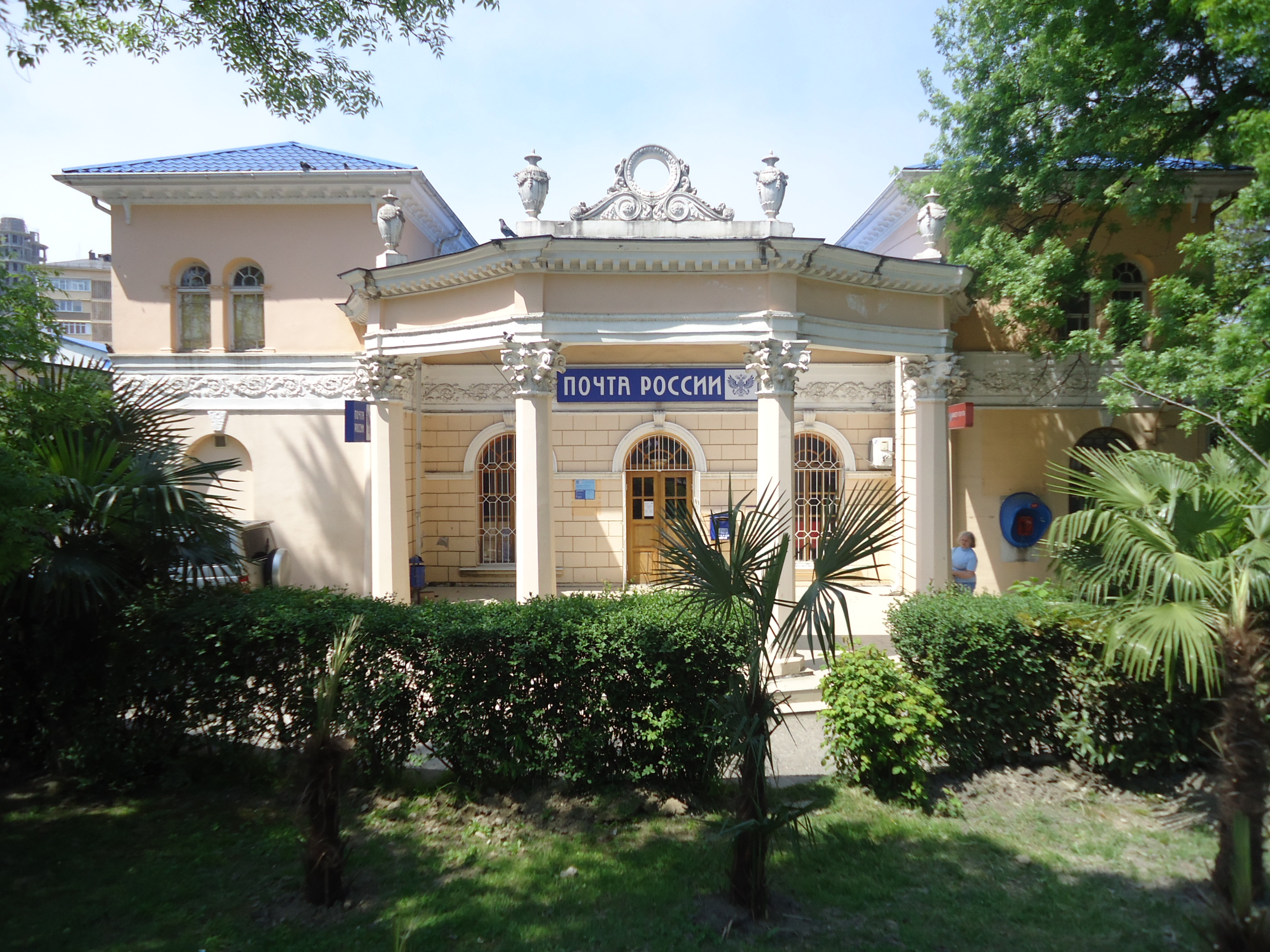
Ufficio postale a Soči

La Počta Rossii impiega circa 390.000 dipendenti, ha più di 42.000 uffici postali ed ha sede a Mosca.
La struttura organizzativa si articola nei seguenti livelli:
- uffici amministrativi centrali, divisi in 22 settori;
- 87 filiali;
- 41.901 uffici postali.

Le filiali si dividono in 82 uffici di controllo territoriali e 5 uffici specializzati, che sono:
- Il centro di raccolta principale della posta[5]
- Il servizio di posta espresso;
- I centri di smistamento automatici;
- Centri di poste ibride;
- Ufficio postale a Berlino.

Dal 2010 sono stati chiusi molti uffici postali nelle zone rurali e sostituiti da furgoni attrezzati a ufficio postale che fanno il giro dei villaggi.
I primo centro di smistamento automatico regionale è stato aperto a Podol'sk nel 2009, utilizzando macchinari prodotti dalla azienda italiana Elsag Datamat.
La Počta Rossii ha 13 punti di connessione internazionale. Fino al 2013 quello di Mosca gestiva fino all'80% della posta estera in entrata creando ingorgo. Sono stati perciò aperti nuovi centri di scambio internazionali a Ekaterinburg e Novosibirsk. Inoltre, vi sono inoltre punti di scambio a Brjansk, Samara, Orenburg, Petrozavodsk e Vladivostok.
Nel 2012 la Počta Rossii ha recapitato più di 2,4 miliardi di lettere più di 54 milioni di pacchi e più di 100 milioni di rimesse.
Nel 2013 Počta Rossii e Poste Italiane hanno firmato un accordo di cooperazione per migliorare il sistema postale russo. L'accordo è stato firmato a tre con il fornitore di tecnologie italiano Selex Sistemi Integrati.